# بيتر نيس
بيتر نايس (بالنرويجية البوكمول: Petter Næss)‏ هو كاتب سيناريو ومخرج وممثل نرويجي، ولد في 14 مارس 1960 في النرويج.

## وصلات خارجية
- بيتر نيس على موقع IMDb (الإنجليزية)
- بيتر نيس على موقع ألو سيني (الفرنسية)
- بيتر نيس على موقع أول موفي (الإنجليزية)
- بيتر نيس على موقع قاعدة بيانات برودواي على الإنترنت (الإنجليزية)
- بيتر نيس على موقع قاعدة بيانات الأفلام السويدية (السويدية)
- بيتر نيس على موقع قاعدة بيانات الفيلم (الإنجليزية)
- بيتر نيس على موقع كينوبويسك (الروسية)